# فیلم پویانمایی بدون عنوان بونگ جون هو
یک فیلم پویانمایی که توسط بونگ جون هو نوشته، کارگردانی و تهیه‌کنندگی شده است (در اولین تجربه پویانمایی بزرگ‌سالانه‌اش)، در حال تولید است. این فیلم که در سال ۲۰۱۸ پس از موفقیت فیلم تحسین‌شدهٔ انگل اعلام شد، یک فیلم درام پویانمایی با تکنیک سی‌جی است که در آن موجودات اعماق دریا و انسان‌ها به هم پیوند می‌خورند.

## تولید

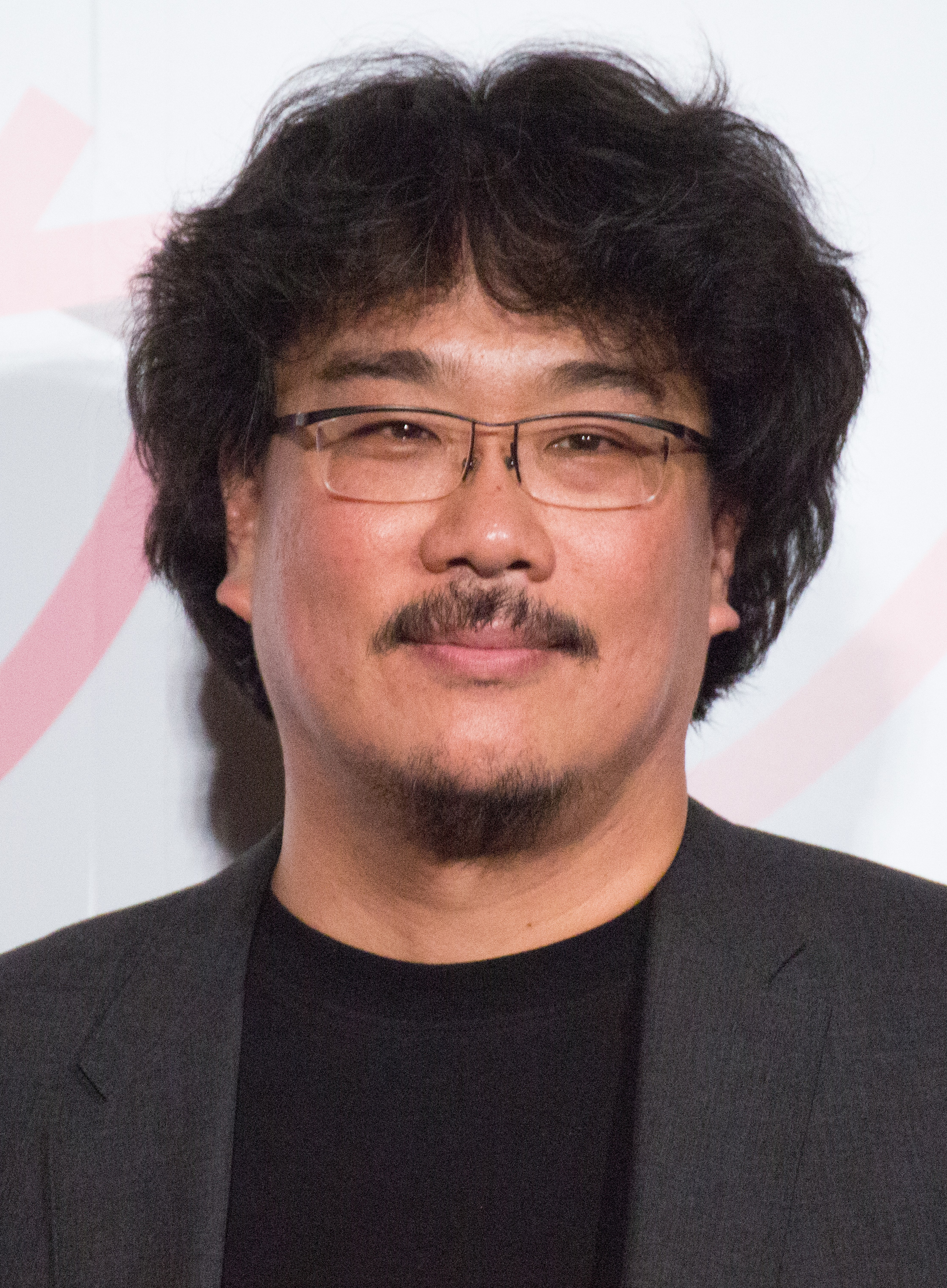
کارگردان بونگ جون هو در سال ۲۰۱۷

اولین تجربه بونگ جون هو در تولید پویانمایی زمانی بود که در دوران دانشگاه، فیلم کوتاه انیمیشن استاپ‌موشن در جستجوی بهشت را با کلوپ فیلم «درِ زرد» ساخت، که در مستند درِ زرد: کلوپ فیلم‌های لو-فای دهه ۹۰ به آن پرداخته شده است. بونگ که پیش از این تنها فیلم‌های لایو اکشن ساخته بود، از آن زمان علاقهٔ خود را برای بازگشت به دنیای انیمیشن ابراز کرده بود و این پروژه بازگشتی معنادار به این رسانه به حساب می‌آید.
بونگ نوشتن فیلم‌نامه را در سال ۲۰۱۸ آغاز کرد و آن را در اوایل سال ۲۰۲۱ به پایان رساند. سو وو شیک، تهیه‌کننده فیلم‌های مادر و اوکجا به کارگردانی بونگ، اعلام کرد که بونگ در اتاق هتل خود استوری‌بوردهای این انیمیشن را طراحی کرده است. این فیلم که از کتاب اعماق: موجودات خارق‌العادهٔ ابیس نوشتهٔ کلر نوویان الهام گرفته شده، توسط بونگ به عنوان جست‌وجویی برای کشف ارتباط میان موجودات اعماق دریا و انسان‌ها توصیف شده است.
گزارش شده است که بودجهٔ فیلم بین ۵۲ تا ۶۰ میلیون دلار خواهد بود، که آن را به گران‌ترین فیلم تاریخ سینمای کره جنوبی تبدیل می‌کند. ورنر هرتسوک نیز از صداپیشگان فیلم خواهد بود. طبق گفتهٔ بونگ، تولید فیلم آغاز شده و اکنون «نیمی از کار انجام شده است». او انتظار دارد که فیلم در سال ۲۰۲۷ منتشر شود.